# (43905) 1995 WC1
1995 دابليو سي 1 (ويعرف أيضًا باسم (43905) 1995 دابليو سي 1 وفق تسمية الكوكب الصغير) (بالإنجليزية: 1995 WC1)‏ هو كويكب ضمن حزام الكويكبات؛ وترتيبه 43905 من حيث الاكتشاف.
اكتُشف هذا الجُرم الفلكي بواسطة هيروشي كانيدا في 16 نوفمبر 1995.

## وصلات خارجية
- (43905) 1995 WC1 في قاعدة بيانات مختبر الدفع النفاث لأجرام النظام الشمسي الصغيرة

- الاكتشاف · مخطط المدار ·  العناصر المدارية · المعلمات المادية

- (43905) 1995 WC1 على موقع ويكي سكاي: DSS2, SDSS, GALEX, IRAS, Hydrogen α, X-Ray, Astrophoto, Sky Map, Articles and images